# Grb Srbije
Grb republike Srbije je uradni grb republike Srbije od 17. avgusta 2004. Gre za ponovno uveden grb Kraljevine Srbije (1882–1918), ki ga je Republika Srbija sprejela leta 2004 in kasneje rahlo prenovila leta 2010. Grb je sestavljen iz dveh glavnih heraldičnih simbolov, ki predstavljajo nacionalno identiteto srbskega ljudstva skozi stoletja, srbskega orla (belega dvoglavega orla, vzetega iz rodbine Nemanjićev) in srbskega križa.

## Zgodovina

### 1945-2004
Grb Socialistične Republike Srbije je bil tako kot zastava sprejet 17. januarja 1947, kot grb Ljudske Republike Srbije. Oblikoval ga je Đorđe Andrejević-Kun.
Andrejević-Kun je uporablil tradicionalni ščit Srbije s srbskim križom (vendar brez križa). Križ, ki je bil vedno vključen v ščit, je bil odstranjen zaradi ideoloških razlogov socialističnega ateizma. Postavljen je bil nad vzhajajočim soncem z zobnikom, ki je simboliziral delavce in obdan z zlatim vencem pšeničnih in hrastovih listov, saj je hrast sveto srbsko drevo. Rdeči trak z letnicama 1804 in 1941, se nanaša na leti prve srbske vstaje proti Osmanom in narodnega upora proti silam osi v drugi svetovni vojni.
Socialistični grb je ostajal v uradni uporabi še dolgo po razpadu socialistične Jugoslavije in po odstranitvi rdeče zvezde leta 1992 iz zastave. Državni zbor je 17. avgusta 2004 priporočil uporabo starih simbolov Kraljevine Srbije. Priporočilo je bilo sprejeto 11. maja 2009 in je uradno zamenjalo socialistični grb.

## Opis
Osnovno polje predstavlja srbsko državo. Sestavljen je iz belega dvoglavega orla na rdečem ščitu; njegovo telo in krila v beli barvi, jeziki, kljuni, noge in kremplji v zlatu. V rdečem ščitu se nahaja srbski križ.
Grb je okronan s kraljevsko krono. Obliko grba so uporabljale srbske države in srbska cerkev od srednjega veka. Štiri oblike okrog osrednjega križa so stilizirana oblika črk.
Čeprav je Srbija zdaj republika, ima grb kraljevo krono nekdanje monarhije. Manjši grbi se pogosteje uporabljajo v potnih listih, osebnih izkaznicah, vozniških dovoljenjih in državni zastavi.

### Srbski orel
Uporaba dvoglavega orla sega v pozno bizantinsko obdobje (od 11. stoletja). Ta številka se pogosto pojavlja na napisih, srednjeveških freskah in vezenju na oblačilih bizantinskega in srbskega kraljestva. Veliki princ Stefan Nemanja (1166-1196) je bil med prvimi v Srbiji, ki je uporabil ta simbol. Prav tako ga je sprejela srbska pravoslavna cerkev; Vhod v samostan Žiča, ki je bil sedež srbskega nadškofa med letoma 1219–1253 in po tradiciji cerkev kronanja srbskih kraljev, je vgraviran z dvoglavim orlom. Preživeli zlat prstan kraljice Teodore (1321–1322) ima vgraviran ta simbol. Grb Nemanjićev je bil dvoglavi orel.
V času cesarja Stefana Dušana (1331–1345) je bil dvoglavi orel uporabljen na vsakdanjih predmetih in državnih dokumentih, kot so davčne znamke in razglasi. Leta 1339 je izdelovalec zemljevidov Angelino Dulcert označil Srbsko Cesarstvo z zastavo z rdečim dvoglavim orlom. Druge srbske dinastije so prav tako sprejele simbol kot simbolično nasledstvo, kot so Mrnjavčevići in Lazarevići. Princ Lazar (1371-1389) je ob prenovi Hilandarskega samostana na gori Athos na severni steni vgraviral dvoglavega orla. Codex Monacensis Slavicus 4 (1371-1389) ima bogato atraktivno umetniško delo srbskega orla. Dvoglavega orla je uradno prevzel Stefan Lazarević, potem ko je prejel despotski naslov, drugi najvišji bizantinski naslov, od Janeza VII. Paleologa v avgustu 1402 na sodišču v Carigradu.

### Srbski križ
Srbski križ po možnosti izhaja iz bizantinskega simbola. Močno spominja na cesarski simbol v bizantinskih zastavah v pozni dobi. Čeprav je bizantinski simbol, sega že nekaj stoletij prej. Srbski zgodovinar Stanoje Stanojević trdi, da je bil uradno sprejet tudi kot srbski simbol leta 1345, ko se Dušan Silni dvigne v Srbsko Cesarstvo. Nasprotno pa Stojan Novaković meni, da se je zabeležena uporaba srbskega križa, kot nacionalnega simbola, začela leta 1397, v času vladavine Stefana Lazarevića. Dejstvo, da je bil ta sam simbol najden na arheoloških krajih v Srbiji, v bližini Lepenskega Vira, Starčeva in Vinče, kaže, da so Rimljani zelo verjetno sprejeli ta simbol od Srbov, in ne obratno.
Kasneje najdemo srbski križ v grbovniku Korenić-Neorićev (1595), ki prikazuje grb Srbije (Svrbiae) kot beli križ nad rdečim in zlatim ozadjem, ki prikazuje tudi Mrnjavčevićevo plemiško hišo z enakim dizajnom, z obrnjenimi barvami in srbskim orlom v središču križa. Po Mavru Orbiniju (1607) sta ga uporabljala Vukašin Mrnjavčević (kralj, 1365–1371) in Lazar Hrebeljanović (knez, 1371–1389). Miloš Obrenović je sprejel srbski križ kot vojaško zastavo pri oblikovanju prvih enot redne vojske leta 1825. Srbski križ se je nato pojavil na vseh srbskih grbih, razen srbskega grba iz leta 1947, ki je imel odstranjeni križ, pri čemer so ostali le njegovi štirje deli; jugoslovanska vlada je to storila simbolično, da "socialno in politično omeji verske skupnosti in vero v splošnem".
V sodobnem času si je srbska ljudska etimologija razlagala polkroge okrog križa kot stilizirano obliko cirilice "C". Dejansko gre za heraldični simbol imenovan ognjilo, ki predstavlja pripomoček, s katerim so v preteklosti drgnili ob kresilni kamen.